# Batman (album)
Batman è l'undicesimo album da studio del cantante e musicista statunitense Prince, pubblicato nel 1989 dalla etichetta Warner Bros. Records. È la colonna sonora dell'omonimo film diretto da Tim Burton.

## Tracce
1. The Future – 4:07
2. Electric Chair – 4:07
3. The Arms of Orion (con Sheena Easton) – 5:02
4. Partyman – 3:11
5. Vicki Waiting – 4:51
6. Trust – 4:23
7. Lemon Crush – 4:15
8. Scandalous! – 6:14
9. Batdance – 6:13

## Classifiche

### Classifiche settimanali
| Classifica (1989) | Posizione massima |
| ----------------- | ----------------- |
| Australia         | 4                 |
| Austria           | 3                 |
| Canada            | 1                 |
| Francia           | 1                 |
| Germania          | 3                 |
| Italia            | 4                 |
| Norvegia          | 2                 |
| Nuova Zelanda     | 4                 |
| Paesi Bassi       | 1                 |
| Regno Unito       | 1                 |
| Stati Uniti       | 1                 |
| Stati Uniti (R&B) | 5                 |
| Svezia            | 2                 |
| Svizzera          | 1                 |

### Classifiche di fine anno
| Classifica (1989) | Posizione |
| ----------------- | --------- |
| Australia         | 49        |
| Austria           | 19        |
| Canada            | 17        |
| Francia           | 20        |
| Germania          | 26        |
| Italia            | 12        |
| Nuova Zelanda     | 32        |
| Paesi Bassi       | 26        |
| Regno Unito       | 36        |
| Stati Uniti       | 40        |
| Svizzera          | 16        |